# Georg Forster (stacja antarktyczna)

Na pierwszym planie widoczne są kontenery stacji. W tle po lewej stronie znajduje się stacja radiowa z anteną

Stacja Georg Forster (niem. Georg-Forster-Station) – nieistniejąca obecnie stacja polarna należąca do Niemieckiej Republiki Demokratycznej, położona na Antarktydzie Wschodniej.

## Położenie i warunki
Stacja znajdowała się w Oazie Schirmachera na Ziemi Królowej Maud, półtora kilometra od radzieckiej stacji Nowołazariewskaja. Współpraca z radzieckimi badaczami pozwalała na wspólne zarządzanie zaopatrzeniem i transportem. Stacja miała budowę modułową, tworzyły ją kontenery zawierające kwatery mieszkalne, generatory i laboratoria; w miarę potrzeb programu badawczego dodawano kolejne kontenery. Ta wówczas nowatorska koncepcja okazała się doskonale sprawdzać w warunkach antarktycznych.

## Historia i działalność
Stacja Georg Forster rozpoczęła działalność 21 kwietnia 1976 roku. W stacji prowadzono początkowo badania fizyki wysokiej atmosfery, później program naukowy wzbogacono o geologię, geofizykę, glacjologię i pomiary meteorologiczne. W 1985 roku, kiedy odkryta została dziura ozonowa nad Antarktydą, rozpoczęto w niej program badań warstwy ozonowej. Prowadzono je przez siedem lat, używając balonów stratosferycznych wypuszczanych na wysokość do 35 kilometrów. W 1987 roku, kiedy Niemcy Wschodnie przystąpiły do traktatu antarktycznego, została nazwana na cześć Jerzego Forstera, polsko-niemieckiego przyrodnika, uczestnika wyprawy Jamesa Cooka, która w XVIII wieku jako pierwsza zapuściła się na wody Antarktyki. Stacja działała przez 17 lat, po zjednoczeniu Niemiec jednostki badawcze NRD i RFN zostały połączone, a stacja przeszła pod kontrolę Instytutu Alfreda Wegenera. Program badań warstwy ozonowej został przeniesiony do nowej stacji Neumayer II. Stacja została zamknięta w 1993 roku, w ciągu następnych trzech lat została całkowicie zdemontowana, a teren został zrekultywowany. Na liście historycznych miejsc i pomników Antarktyki znajduje się tablica pamiątkowa z brązu (numer 87), ustawiona w miejscu w którym stała stacja Georg Forster.